# Кейт (округ, Небраска)
Шаблон:StateAbbr_ 41°12′ пн. ш. 101°40′ зх. д. / 41.2° пн. ш. 101.66° зх. д.
Округ Кейт (англ. Keith County) — округ (графство) у штаті Небраска, США. Ідентифікатор округу 31101.

## Історія
Округ утворений 1873 року.

## Демографія
За даними перепису
2000 року
загальне населення округу становило 8875 осіб, зокрема міського населення було 4556, а сільського — 4319.
Серед мешканців округу чоловіків було 4358, а жінок — 4517. В окрузі було 3707 домогосподарств, 2535 родин, які мешкали в 5178 будинках.
Середній розмір родини становив 2,89.
Віковий розподіл населення поданий у таблиці:
| Стать    | До 15 років | 15-21 | 22-29 | 30-39 | 40-49 | 50-65 | 65-85 | Понад 85 |
| -------- | ----------- | ----- | ----- | ----- | ----- | ----- | ----- | -------- |
| Чоловіки | 945         | 397   | 294   | 537   | 673   | 780   | 685   | 47       |
| Жінки    | 840         | 381   | 319   | 553   | 673   | 853   | 771   | 127      |

## Суміжні округи
- Артур — північ
- Макферсон — північний схід
- Лінкольн — схід
- Перкінс — південь
- Дул — захід
- Гарден — північний захід